# Nevo vinoso
Il nevo vinoso, detto anche nevo flammeo, naevus flammeus o emangioma piatto, è una comune malformazione che coinvolge i vasi capillari della cute. Questa lesione, solitamente presente sin dalla nascita, ha la tendenza a persistere per tutta la vita con possibile incremento dimensionale.
Il nevo vinoso, in una percentuale di casi inferiore al 3%, può essere associato ad alcune patologie congenite come la sindrome di Sturge-Weber, la trisomia 13, la sindrome di Rubinstein-Taybi e la sindrome angio-osteoipertrofica.

## Presentazione clinica
Il nevo vinoso coinvolge frequentemente il volto tuttavia può virtualmente insorgere in ogni parte del corpo. Le lesioni sono caratteristicamente di color porpora (da qui il nome), presentano dei margini netti ed irregolari e solitamente non sono rilevate. Il nevo vinoso tende a diventare più scuro con il passare del tempo.

## Diagnosi
La diagnosi di nevo vinoso è elettivamente clinica, tuttavia raramente può essere necessaria una biopsia cutanea con conseguente analisi istopatologica per confermarla.

## Terapia
Lo scopo del trattamento terapeutico è fondamentalmente di tipo estetico. La terapia che ha mostrato maggiore effetto è quella tramite laser pulsato ad argon, i cui effetti sono maggiori se effettuati prima dell'anno di età. Questo trattamento, dopo 1-3 sedute, è in grado di distruggere i capillari che costituiscono la lesione senza tuttavia danneggiare la cute, determinando una riduzione dell'intensità di colorazione rossastra. L'utilizzo topico di rapamicina può avere un effetto sinergico con la laserterapia.